# Trigonothracia mimica
Trigonothracia mimica är en musselart som beskrevs av B.A. Marshall 2002. Trigonothracia mimica ingår i släktet Trigonothracia och familjen Thraciidae. Inga underarter finns listade i Catalogue of Life.